# Eurocódigo 3
El eurocódigo 3 es un conjunto de normas europeas que recoge las reglas y principios para el cálculo de estructuras de acero.